# Stanisław Polakiewicz
Stanisław Polakiewicz (ur. 21 czerwca 1890, zm. podczas II wojny światowej?) – polski dziennikarz sportowy.

## Życiorys
W latach 1905–1906 kształcił się w IV gimnazjum we Lwowie, gdzie w 1905 został członkiem klubu Gimnastyczno-Sportowym. W latach 1906–1908 kształcił się w V gimnazjum we Lwowie. W 1907 był jednym ze współzałożycieli i członkiem pierwszego zarządu Pogoni Lwów. W 1908 zdał maturę w V gimnazjum. Następnie studiował na Uniwersytecie Franciszkańskim we Lwowie, gdzie uzyskał stopień doktora nauk prawnych.
W latach 1911–1912 był delegatem Galicji na walne zgromadzenie austriackich związków piłkarskiego lekkoatletycznego. Był współorganizatorem Polskiego Związku piłkarskiego we Lwowie. W 1912 organizował pierwsze na ziemiach polskich międzynarodowe zawody lekkoatletyczne we Lwowie. 20 maja 1911 jako pierwszy Polak został dyplomowanym sędzią piłkarskim. Był aktywnym działaczem piłkarskim. W 1919 został pracownikiem Ministerstwa Spraw Zagranicznych. Do 1939 mieszkał we Lwowie. Był wiceprezesem pierwszego zarządu PZPN i wraz z Józefem Lustrartenem współautorem jego statutu. W 1919 był współzałożycielem Polskiego Komitetu Igrzysk Olimpijskich i wiceprezesem jego pierwszego zarządu.
W 1924 został współzałożycielem Międzynarodowego Stowarzyszenia Dziennikarzy Sportowych. W latach 1928–1932 był prezesem Polskiego Związku Hokeja. W 1928 zorganizował wyjazd reprezentacji polski na igrzyska olimpijskie w Sankt Moritz 1928 i Lake Placid 1932. W 1931 był współorganizatorem i przewodniczącym komitetu organizacyjnego mistrzostw świata w hokeju na lodzie w Krynicy. Był delegatem Polski na kongresy LIHG w Budapeszcie (1929) i Chamonix (1930). Był korespondentem Kuriera Warszawskiego, Słowa Polskiego i Wychowania Fizycznego. Do 1939 roku mieszkał we Lwowie. Zginął najprawdopodobniej na wschodzie, jego nazwiska nie ma na listach katyńskich i data śmierci oraz miejsce pochówku jest nieznane.

## Publikacje
- Stanisław Polakiewicz, Igrzyska VIII-mej olimpjady, Paryż 1924 oraz dzieje olimpizmu w zarysie (1926)
- 10 lat sportu polskiego (1928)